# Mohamed Marhoon
Mohamed Jasim Mohamed Ali Abdulla Marhoon (arab. محمد جاسم مرهون; ur. 12 lutego 1998 w Dżidd Hafs) – bahrajński piłkarz grający na pozycji pomocnika. Jest wychowankiem klubu Riffa SC.

## Kariera piłkarska
Swoją karierę piłkarską Marhoon rozpoczął w klubie Riffa SC, w którym w 2016 roku zadebiutował w pierwszej lidze bahrajńskiej. W sezonie 2016/2017 wywalczył z nim wicemistrzostwo Bahrajnu.

## Kariera reprezentacyjna
W reprezentacji Bahrajnu Marhoon zadebiutował 6 września 2018 w zremisowanym 1:1 towarzyskim meczu z Filipinami. W 2019 roku został powołany do kadry na Puchar Azji.